# Roanoke, Texas
Roanoke là một thành phố thuộc quận Denton, tiểu bang Texas, Hoa Kỳ. Năm 2010, dân số của xã này là 5962 người.

## Dân số
- Dân số năm 2000: 2810 người.
- Dân số năm 2010: 5962 người.